# Bischwind (Dingolshausen)
Bischwind ist ein Gemeindeteil der Gemeinde Dingolshausen im unterfränkischen Landkreis Schweinfurt in Bayern.

## Geografische Lage
Das Pfarrdorf liegt im äußersten Norden des Dingolshäuser Gemeindegebietes. Weiter nördlich beginnt das Gebiet des Ortes Donnersdorf, die Gemarkung von Traustadt liegt Bischwind am nächsten. Im Osten erhebt sich der Steigerwald, südöstlich liegt die Gemeinde Michelau im Steigerwald. Südlich von Bischwind reihen sich am Volkachbach die Volkachsmühle, die Mittelmühle und Dingolshausen auf. Im Nordwesten gelangt man nach Sulzheim, der Ortsteil Vögnitz liegt neben Bischwind. Durch Bischwind führt der Fränkische Marienweg.

## Geschichte
Der Ort erstmals als „Biscofes-Winiden“ erwähnt. Wahrscheinlich geht die Siedlung auf eine slawische Gründung zurück, die sogenannten Wenden bewohnten zunächst das Dorf. Sie waren dem Bischof unterstellt und wurden deshalb „Wenden des Bischofs“ genannt. Ursprünglich stand an der Stelle der heutigen Kirche eine Burg, die von den Ministerialen der Herren von Bischofswinden bewohnt wurde. Unter Kaiser Heinrich VI. wurde Sigelohus d. J. († 1195) von Bischofswinden Kanzler.
Im Jahr 1762 wurde Bischwind von einer Viehseuche heimgesucht. Bei dieser Katastrophe nahm die Dorfbevölkerung den heiligen Wendelin als Ortspatron an. 1806 hatte die Bevölkerung unter den Franzosen zu leiden. Während der Koalitionskriege wurden napoleonische Reiter im Dorf einquartiert, die Bevölkerung protestierte und es kam zu gewaltsamen Auseinandersetzungen.
Mit dem Gemeindeedikt (frühes 19. Jahrhundert) wurde die Ruralgemeinde Bischwind gegründet. Im Zuge der Gebietsreform in Bayern wurde diese am 1. Mai 1978 in die Gemeinde Dingolshausen eingegliedert.

## Kultur und Sehenswürdigkeiten
Die katholische Pfarrkirche St. Wendelin bildet den Mittelpunkt des Dorfes. Ihr ältester Teil stammt aus der Zeit des Würzburger Fürstbischofs Julius Echter von Mespelbrunn, dem 17. Jahrhundert. Die anderen Elemente entstammen dem Jahr 1821. Im Inneren dominiert der Hochaltar aus dem Jahr 1780 mit der Darstellung des Kirchenpatrons. Die Seitenaltäre kamen 1700 in die Kirche. Ein Deckengemälde im Nazarenerstil ist aus dem Jahr 1899.
Ein weiteres Gotteshaus ist die Wallfahrtskirche St. Maria, Helferin der Christen, im Westen des Ortes. Zwischen 1874 und 1875 entstand die Kirche im Stile der Neugotik. Ältestes Ausstattungselement ist eine Rokokofigur der Himmelskönigin. Die Wallfahrt nach Bischwind wurde von Johann Georg Mittnacht etabliert, der als Soldat in den Türkenkriegen in wundersamer Weise aus der Gefangenschaft gerettet wurde. Der Vorgängerbau wurde im Jahr 1708 errichtet.
Die Flur um das Dorf weist mehrere Bildstöcke und Kleindenkmäler auf. Der älteste dieser Stöcke stammt aus dem Jahr 1630, im 18. Jahrhundert wurden zwei weitere Martern errichtet.